# Гриушорул
Гриушорул (рум. Grâușorul) — село у повіті Муреш в Румунії. Входить до складу комуни Вергата.
Село розташоване на відстані 259 км на північ від Бухареста, 21 км на схід від Тиргу-Муреша, 95 км на схід від Клуж-Напоки, 120 км на північний захід від Брашова.

## Населення
За даними перепису населення 2002 року у селі проживали 216 осіб.
Національний склад населення села:
| Національність | Кількість осіб | Відсоток |
| -------------- | -------------- | -------- |
| угорці         | 165            | 76,4%    |
| цигани         | 51             | 23,6%    |

Рідною мовою назвали:
| Мова      | Кількість осіб | Відсоток |
| --------- | -------------- | -------- |
| угорська  | 160            | 74,1%    |
| циганська | 56             | 25,9%    |